# 621 Werdandi
621 Werdandi
621 Werdandi là một tiểu hành tinh vành đai chính, thuộc nhóm tiểu hành tinh Themis. Nó được xếp loại tiểu hành tinh kiểu C, có bề mặt tối, và thành phần cấu tạo dường như bằng vật liệu cacbonat nguyên thủy.
Tiểu hành tinh này do August Kopff phát hiện ngày 11.11.1906 ở Heidelberg, và được đặt theo tên Verdandi, một trong các nữ thần Norn trong thần thoại Bắc Âu